# Centrocampista

Lo schieramento calcistico del 4-4-2, con i centrocampisti raffigurati in giallo

Il centrocampista è un ruolo presente in alcuni sport di squadra, in particolar modo calcio e football australiano.

## Calcio
A coniare il termine fu Gianni Brera, che lo scrisse inizialmente con un trattino (centro-campista) riferendosi al calciatore che agisce nella zona mediana del terreno di gioco.
In base ai compiti cui sono chiamati a svolgere, i centrocampisti ricoprono posizioni differenti pur condividendo le medesime caratteristiche sotto il profilo tattico: abilità fisica e tecnica, velocità, capacità nel gioco aereo, precisione nel passaggio e lancio. Al centrocampista è inoltre necessaria la visione di gioco – per seguire gli sviluppi dell'azione – e la capacità nel concludere a rete, per tentare la via del gol.
Le principali funzioni del ruolo includono il contrasto agli avversari e l'impostazione del gioco, mentre in fase difensiva il centrocampista può contribuire al recupero di palloni tramite il ripiego in copertura e l'attuazione del pressing; per quanto riguarda la manovra offensiva egli può proporsi in avanti tramite tagli e inserimenti, divenendo quindi un incursore.

### Difensivi
- Mediano: definito anche «incontrista» o «interditore»,[8] è il più arretrato.[5] Agisce infatti a ridosso della retroguardia, collaborando nel recuperare palloni e nell'innescare la ripartenza.[9] In moduli affini al catenaccio era incaricato di marcare il fulcro di gioco avversario,[10][11] ricoprendo quindi mansioni simili al centrale difensivo; non è infatti raro che, soprattutto in casi di emergenza, un mediano venga adattato a posizioni difensive per le capacità nel contrasto.[9]

### Centrocampisti puri

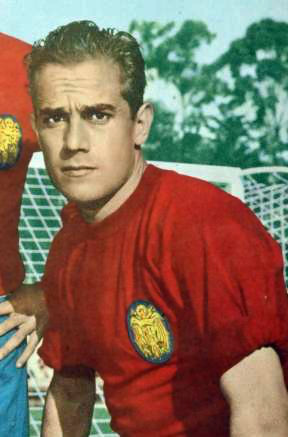
Lo spagnolo Luis Suárez Miramontes, primo centrocampista a vincere il Pallone d'oro

- Regista: chiamato anche «playmaker», è l'elemento cui compete l'organizzazione del gioco.[12] Schierato sia davanti alla difesa come in posizione più accentrata,[13] si occupa di impostare la manovra della squadra.[14] L'evoluzione più moderna del gioco, spesso riconducibile a un calcio maggiormente improntato sulla fisicità che non sulla tecnica, ha comportato un minor ricorso alla figura cui vengono preferiti centrocampisti più duttili.[8] I canonici aspetti del regista sono così integrati, sia pur con modalità differenti, nella posizione del centrale difensivo.[15]
- Centrale: è un ruolo che accomuna le caratteristiche del mediano e del regista, con il compito sia di intercettare palloni che nella costruzione del gioco.[1]
- Laterale: talvolta chiamato «esterno di centrocampo», è un centrocampista che agisce lungo le corsie esterne, a metà tra i terzini e le ali,[16] fornendo il proprio apporto in entrambe le fasi.[17]

### Offensivi
- Mezzala: detto anche «interno», poiché nei moduli più datati (per esempio la piramide) era schierato nel quintetto offensivo a fianco del centravanti, contribuisce sia alla manovra d'interdizione che di spinta.[18]
- Ala tornante: ruolo confluito nell'esterno di centrocampo, era utilizzato – soprattutto nel XX secolo – da attaccante aggiunto tentando di sorprendere le difese avversarie con cross dal fondo che complicavano l'applicazione del fuorigioco.[17]
- Trequartista: è un centrocampista dalla spiccata attitudine offensiva, venendo spesso impiegato dietro le punte.[19] Abile sia nella rifinitura per i compagni che nella conclusione a rete in prima persona,[20] può eseguire da specialista i calci piazzati.[21][22]

## Calcio gaelico
Nella variante gaelica si distinguono tre categorie:
- il mediano, che agisce da filtro per schermare l'offensiva avversaria;
- il centrocampista puro, cui compete la ripartenza dell'azione;
- la mezzapunta, costituente un raccordo con il reparto avanzato.

## Football australiano
Nel football australiano i centrocampisti si dividono in centrale e laterale, con il primo maggiormente dotato dal punto di vista tecnico e il secondo che possiede invece una maggior velocità.